# Yagg
Yagg est un site de presse d'actualité sur les genres et notamment sur les questions relatives aux lesbiennes, gays, bisexuels et transgenres. Le site a été lancé le 4 novembre 2008 par quatre anciens journalistes de Têtu : Christophe Martet, Xavier Héraud, Judith Silberfeld et Yannick Barbe. Il est édité par la SAS LGNET qui est membre du Syndicat de la presse indépendante d'information en ligne (SPIIL) et du Syndicat national des entreprises gaies (SNEG).

## Rôle
Yagg couvre l'information quotidiennement dans de nombreux domaines, principalement : France, monde, cultures, loisirs, sport et santé. Il accueille aussi les blogs des internautes et un réseau social, La Communauté, ce qui permet une meilleure appropriation du média par les lecteurs.
Yagg trouve sa place dans la communauté LGBT et devient un acteur incontournable par son nombre d'articles (15 000 en 2015) et son réseau social (25 000 lecteurs quotidiens en 2015). Mais comme d'autres média, il n'arrive pas à pérenniser son modèle économique, soit pour des raisons venant de ses investisseurs ou du fait que ses lecteurs n'éprouvent pas le besoin de financer des médias qu'ils imaginent ne pas voir disparaître,. Yagg comme d'autres média a été le reflet et la vitrine d'une communauté et a permis de faire émerger des thématiques.

## Une lente fin pour des raisons économiques
En 2013, lorsque Jean-Jacques Augier achète le magazine Têtu, les deux sites internets se rapprochent et fusionnent. Cette entente dure plus d'un an.
En février 2015, une campagne de financement est lancée sur Ulule en vue de financer, via des abonnements, l'activité de Yagg, en proie à des problèmes de trésorerie. C'est à ce moment qu'il passe d'un modèle entièrement gratuit à un abonnement payant pour une partie des articles.
Yagg est placé en redressement judiciaire le 15 septembre 2016, puis ferme définitivement le 25 octobre 2016, après 8 ans d'existence. Il y avait alors cinq salariés. Il ferme un an après Têtu, ce qui est perçu une double perte dans la presse LGBT.
En 2018, une ancienne journaliste de Yagg, Maëlle Le Corre, participe à la création d'un nouveau média LGBT, Komitid,.

## Étude
- Léa E. Marie, Yagg, le média LGBT+ 2.0 : Les communautés LGBT+ en ligne : multiplicité, diversité, union et tensions (Mémoire universitaire), Université Paris-Est-Marne-la-Vallée, 2015 (lire en ligne).